# استديوهات عجمان الخاصة
استوديوهات عجمان الخاصة تقع بإمارة عجمان بدولة الإمارات العربية المتحدة افتتحها الشيخ زايد بن سلطان آل نهيان رسمياً في مارس 1980م، تعتبر ضمن احدث الاستوديوهات من حيث الجوانب التقنية والفنية. بني المجمع الذي يضم في الوقت الراهن أربعة استوديوهات على مساحة من الأرض تبلغ 215 الف متر مربع، منها 8 آلاف متر مربع من المباني وذلك بالاستفادة من تجربة العديد من الشركات العالمية المتخصصة في المجال. واحدة من التجارب الاعلامية الرائدة ليس على مستوى الإمارات فقط وانما على مستوى المنطقة العربية قاطبة، حيث إنتج العديد من المسلسلات الخليجية والعربية خلال فترة الثمانينات.
كانت قبله للكثير من الفنانيين المصريين المشهورين خلال السبعينات والثمانينات لتصوير الكثير من المشاهد والإعمال ومنها الجزء الأول من المسلسل الشهير الشهد والدموع.